# Stranger in Our House
Stranger in Our House és una pel·lícula de televisió de terror estatunidenca de 1978 dirigida per Wes Craven i protagonitzada per Linda Blair, Lee Purcell, Jeremy Slate, Jeff McCracken i Jeff East. Està basada en la novel·la de 1976 Summer of Fear  de Lois Duncan. La pel·lícula es va estrenar a la NBC el 31 d'octubre de 1978 i, posteriorment, va rebre estrenes en cinemes a Europa sota el títol Summer of Fear.

## Trama
L'adolescent Julia queda òrfena després que els seus pares i la minyona morin en un accident de cotxe a la costa est. És acollida per la seva tia Leslie i l'oncle Tom al seu ranxo a Califòrnia, juntament amb els adolescents Rachel i Peter i el seu fill adolescent, Bobby. La Rachel està inicialment emocionada amb la idea de tenir una noia de la seva edat a casa i fins i tot s'ofereix a compartir el seu dormitori amb la seva cosina, però la Júlia sembla dolorosament tímida. La família pren nota del seu accent estrany, que no és característic de la costa est. Tractant d'obrir-se, Julia es canvia d'imatge i desenvolupa una façana més sofisticada.
Un dia, el cavall de la Rachel, Sundance, ataca la Júlia i intenta trepitjar-la. Julia es recupera i comença a congratular-se amb la família. Continuen passant coses estranyes: després d'haver trobat anteriorment una dent humana entre les pertinences de la Júlia, la Rachel descobreix que faltava una foto d'ella, i poc després descobreix als calaixos del tocador de la Júlia cabells cremats del seu cavall caigut. Aviat, la cara de Rachel s'ompla d'urticària, impedint-li assistir a un ball. La Júlia acompanya el xicot de la Rachel, Mike, agafant-se en préstec un vestit que la Rachel s'havia fet ella mateixa. Poc després, Julia comença a sortir amb Mike, mentre forja una estreta amistat amb Carolyn, la millor amiga de la Rachel. L'endemà del ball, la Rachel entra en una competició amb Sundance, on el cavall s'espanta, es trenca la cama en el procés i obliga un veterinari a practicar-li l'eutanàsia.
La Rachel parla amb el seu veí, el professor Jarvis, que li diu que potser és obra d'algú que practica la màgia negra. Mira al calaix de la Júlia per trobar proves per mostrar en Jarvis i descobreix una foto que falta coberta de taques de pintura vermella. Abans que ella pugui mostrar-li les proves, però, el professor es posa malalt i és traslladat d'urgència a l'hospital. Una carta que la Júlia rep d'un amic aconsegueix el millor de la curiositat de la Rachel. La Rachel telefona a l'amiga a Boston i descobreix que la Júlia suposadament canta al glee club de la seva escola. Sabent que la persona que viu a casa seva no té cap interès per la música, la Rachel sospita que alguna cosa no va bé. Submergint-se en llibres sobre l'ocultisme, la Rachel comença a creure que Julia és una bruixa. Durant una visita al professor de l'hospital, aquest li diu que les bruixes reals no poden aparèixer a les fotografies. L'endemà, la Rachel anima a la seva mare a fer fotos d'una Julia reticent. Les tensions arriben a un punt d'ebullició quan la Leslie planeja un viatge per carretera i la Rachel troba un mapa amb marques de cremades. La Rachel creu que la Júlia està planejant fer que la seva mare tingui un accident i, posteriorment, és testimoni de que Julia fa avenços sexuals oberts al seu pare.
Massa tard per impedir que Leslie marxi del viatge, la Rachel veu clarament que les seves sospites han estat correctes tot el temps: la Julia no es troba enlloc a les fotos. De sobte, Julia entra a la cambra fosca, crema les imatges i revela que ella és Sarah Brown, la minyona, no la cosina de Rachel, Julia. Ambdues tenen una lluita aferrissada, abans que Rachel aconsegueixi separar-se, tancant la porta de la sala de desenvolupament. Aleshores desperta el seu pare, pel que sembla sota l'encís de la minyona. La Sarah surt de l'habitació, els seus ulls d'un blanc i vermell espantós. La Rachel es dirigeix a en Mike i li diu que pugi al seu cotxe perquè puguin trobar la seva mare. La Sarah s'enlaira darrere d'ells, colpeja el cotxe d'en Mike i els deixa fora de la carretera. A peu, la Rachel i el Mike veuen la mare de la Rachel, el cotxe de la qual la Sarah fa que caigui per un penya-segat fins a una explosió de foc a sota. La família Bryant intenta tornar a la normalitat adoptant un nou cavall. Mentrestant, una altra família dona la benvinguda a la Júlia a casa seva, fent-se passar per una mainadera.

## Repartiment
- Linda Blair - Rachel Bryant
- Lee Purcell - Sarah Brown / Julia Grant / Susan Peterson
- Jeremy Slate - Tom Bryant
- Jeff McCracken - Mike Gallagher
- Jeff East - Peter Bryant
- Carol Lawrence - Leslie Bryant
- Macdonald Carey - Professor Jarvis
- James Jarnigan - Bobby Bryant
- Fran Drescher - Carolyn Baker

## Producció

### Desenvolupament
Stranger in Our House va marcar el primer projecte cinematogràfic de Craven quan es va traslladar de la ciutat de Nova York a Los Angeles. "Havia sortit a Califòrnia per fer algunes coses menors i em van convidar a fer-ho." Craven va recordar." Crec que va ser la primera vegada que treballava amb una mena d'estrella de Hollywood, Linda Blair. Primera vegada que treballava en trenta-cinc mil·límetres, primera vegada amb una grua, una dolly, així que va ser de gran educació per a mi. I va ser un bon rodatge."

### Càsting
La pel·lícula va suposar el tercer paper principal de l'actriu Linda Blair en una pel·lícula de terror, després de la seva nominació a l' Oscar a  L'exorcista (1973) i la seva seqüela. Exorcist II: The Heretic (1977). En el seu comentari en DVD, el director Wes Craven va recordar que Blair recentment s'havia "ficat en problemes" abans al rodatge; també que es va inspirar clarament en l'obra de Roman Polanski, i va intentar crear amb cura una sensació de paranoia i suspens en la narrativa de la pel·lícula. En el paper de la mare de Rachel, es va seleccionar l'actriu teatral Carol Lawrence. Lee Purcell va interpretar a Julia, la cosina Rachel sospitosa de ser una bruixa. Purcell va buscar el paper perquè ella havia volgut fer una pel·lícula de thriller.

### Rodatge
Mentre que la novel·la original de Lois Duncan presenta Rachel perdent un gos, Blair va suggerir a Craven que fos un cavall, ja que Blair, una eqüestre en aquell moment, tenia un vincle estret amb l'animal. El rodatge va tenir lloc a Hidden Hills, Califòrnia.

## Estrena
Stranger in Our House es va emetre per primera vegada a la televisió a  NBC-TV el 31 d'octubre de 1978. Es va estrenar als mercats europeus en cinemes, amb el títol Summer of Fear.

### Recepció crítica
Per les revisions contemporànies, el Monthly Film Bulletin "triga molt de temps a convèncer que alguna cosa realment diabòlica s'amaga a les pastures verdes i agradables de Califòrnia" La revisió va assenyalar que la Sra. Purcell "mereix sobreviure a aquest tràngol més que el satànic Beverly Hillbilly que interpreta."
AllMovie va qualificar la pel·lícula "un article de terror modestament entretingut." Tot i que la pel·lícula no ha obtingut prou crítiques per rebre una puntuació al lloc web Rotten Tomatoes, les quatre ressenyes de la llista són negatives.

### Mitjans domèstics
La pel·lícula es va estrenar als Estats Units en DVD el 18 de febrer de 2003 a través d'Artisan Entertainment. L'1 de juny de 2017, es va anunciar que la pel·lícula s'estrenarai en Blu-ray i una edició especial en DVD a través de Doppelgänger Releasing.